# Язиково (Бєлгородська область)
Язиково (рос. Языково) — хутір у Корочанському районі Бєлгородської області Російської Федерації.
Населення становить 147 осіб. Входить до складу муніципального утворення Яблоновське сільське поселення.

## Історія
Населений пункт розташований у східній частині української суцільної етнічної території — східній Слобожанщині.
Згідно із законом від 20 грудня 2004 року № 159 від 20 грудня 2004 року органом місцевого самоврядування є Яблоновське сільське поселення.

## Населення
| 2002 | 2010 |
| ---- | ---- |
| 142  | ↗147 |